# باكاري سانيا
باكاري سانيا (بالفرنسية: Bacary Sagna)‏ ولد في 14 فبراير 1983 ، في مدينة سين في فرنسا ، لاعب كرة قدم فرنسي من أصل سنغالي يلعب مع فريق بينيفينتو في الدوري الإيطالي الدرجة الأولى ، انضم إلي مانشستر سيتي في 2014 قادمًا من نادي آرسنال لعب أولى مباريته بقميص آرسنال في 19 يوليو 2007 أمام جنشيلير بيرليجي التركي.

## روابط خارجية
- باكاري سانيا على موقع الاتحاد الدولي (مؤرشف)  (الإنجليزية)
- باكاري سانيا على موقع الاتحاد الأوربي (الإنجليزية)
- باكاري سانيا على موقع الدوري الأمريكي (الإنجليزية)
- باكاري سانيا على موقع قاعدة بيانات كرة القدم.إي يو (الإنجليزية)
- باكاري سانيا على موقع بيانات كرة القدم. دي إي (الألمانية)
- باكاري سانيا على موقع ليكيب (الفرنسية)
- باكاري سانيا على موقع ناشيونال فوتبول تيمز (الإنجليزية)
- باكاري سانيا على موقع Soccerbase.com (لاعب) (الإنجليزية)
- باكاري سانيا على موقع Soccerway.com (الإنجليزية)
- باكاري سانيا على موقع عالم كرة القدم.نت (الإنجليزية)